# Suzanne Lilar
Suzanne, baronne Lilar, née Suzanne Verbist à Gand le 21 mai 1901 et morte à Bruxelles le 11 décembre 1992, est une dramaturge, essayiste et romancière belge flamande de langue française.
Elle est la mère de la femme de lettres franco-belge Françoise Mallet-Joris.

## Biographie
La mère de Suzanne Lilar était institutrice, son père chef de gare. En 1919, Suzanne Lilar s'inscrit à l'université de Gand où elle étudie la philosophie et devient ensuite la première femme à obtenir son diplôme en droit en 1925.  Pendant ses études, elle participe à un séminaire sur Hadewijch d'Anvers. Son intérêt pour cette poétesse et mystique du XIIIe siècle va jouer un rôle très important dans ses essais, pièces de théâtre et romans futurs.
Après avoir passé sa jeunesse à Gand, et après un bref premier mariage, elle s'installe à Anvers où elle est la première femme avocate à s'inscrire au barreau, et où en 1929 elle épouse l'avocat libéral Albert Lilar qui deviendra plus tard ministre de la Justice et qui sera anobli au titre de baron par le roi Baudouin. Elle est la mère de l'écrivain Françoise Mallet-Joris (1930-2016) et de l'historienne d'art Marie Fredericq-Lilar (née en 1934). Après la mort de son mari en 1976, elle quitte Anvers pour Bruxelles en 1977.

## Carrière littéraire
Suzanne Lilar a commencé sa carrière littéraire comme journaliste en écrivant sur l'Espagne républicaine pour le journal L'Indépendance belge en 1931. 
Elle est un auteur féministe. En 1956 elle succède à Gustave Van Zype comme membre de l'Académie royale de langue et de littérature françaises de Belgique. . Son œuvre a été traduite en plusieurs langues.

### Théâtre
Sa carrière de dramaturge commence avec Le Burlador en 1946, une réinterprétation originale du mythe de Don Juan vu d'une perspective féminine, où elle fait montre d'une analyse psychologique d'une grande profondeur[Interprétation personnelle ?]. Elle a écrit deux autres pièces de théâtre, Tous les chemins mènent au ciel en 1947, un drame théologique dont l'action se déroule dans un couvent au XIVe siècle, et Le Roi lépreux en 1951, une pièce néo-pirandellienne sur les Croisades.

### Essais critiques
Ses premiers essais traitent du théâtre. The Belgian Theatre since 1890 publié à New York en 1950, puis à Bruxelles en 1952 sous le titre Soixante ans de théâtre belge, souligne l'importance de la tradition flamande. En 1954 paraît le Journal de l'analogiste, dans lequel l'origine de l'expérience de la beauté et de la poésie lui apparaît comme guidée par des analogies. Selon elle, au-delà du mensonge des apparences, la poésie surgit du « labyrinthe des analogies », du ravissement des métamorphoses, et « le Réel absolu » n'est accessible que par l'expérience poétique, qui consiste à « remettre en question tout notre mode de sentir ». Suzanne Lilar se place ainsi dans le sillage de Novalis, dont elle cite en exergue de son livre la fameuse définition : « La poésie est le réel absolu. Ceci est le noyau de ma philosophie. Plus une chose est poétique, plus elle est réelle. » Selon elle, la poésie tire sa profondeur et sa troublante incertitude à brouiller les apparences, en jaillissant du hasard, des surprises, des métamorphoses, et de ce fait elle ne se confond pas avec la beauté, du moins quand celle-ci est ordonnée selon une axiologie du beau, du goût esthétique. 
Annie Le Brun rend un hommage particulièrement vibrant à cet ouvrage, dans un texte autour de La Confession anonyme, où elle écrit que cette liaison entre le domaine de l'amour et celui de l'analogie, « à travers son déraisonnable amour de l'analogie nous dévoilant la puissance analogique de l'amour » permet de « redonner à l'homme une part des forces dont il s'était défait au profit de Dieu. »
Un court essai (issu d'une conférence donnée à Porto) intitulé Théâtre et mythomanie est publié en 1958. Transcendance, métamorphose et dépassement sont des thèmes centraux à la thèse profondément originale de son essai sur Le Couple (1963).  Dans des pages érudites sur Rubens, l'Androgyne ou l'homosexualité dans la Grèce antique, Suzanne Lilar médite sur le rôle de la femme dans l'amour conjugal à travers les âges dans la culture occidentale.  Traduit en néerlandais en 1976, ce livre inclut un texte de Marnix Gijsen.  Dans la même veine elle écrit des essais fortement critiques sur Jean-Paul Sartre (À propos de Sartre et de l'amour, 1967) et Simone de Beauvoir (Le Malentendu du Deuxième Sexe, 1969).

### Œuvres autobiographiques, romans
Suzanne Lilar a écrit deux livres autobiographiques, Une Enfance gantoise (1976) et À la recherche d'une enfance (1979), et deux romans, datant de 1960, Le Divertissement portugais et La Confession anonyme, une idéalisation néoplatonicienne de l'amour à partir d'une expérience personnelle. En 1983, le cinéaste belge André Delvaux a adapté ce roman au cinéma sous le titre Benvenuta. Les Moments merveilleux et le Journal en partie double, I & II ont été publiés dans les "Cahiers Suzanne Lilar" (1986).

## Œuvres de Suzanne Lilar
- Le Burlador, Bruxelles, Éditions des Artistes, 1945. Portrait de l'auteur par l'artiste Albert Crommelynck, frère du dramaturge Fernand Crommelynck
- Tous les chemins mènent au ciel, Bruxelles, Éditions des Artistes 1947 ; rééd. Bruxelles, Les Éperonniers, 1989.
- Le Roi lépreux, Bruxelles, Les Éditions Lumière, 1951.
- The Belgian Theatre since 1890, New York, Belgian Government Information Center, 1950.
- Soixante ans de théâtre belge, préface de Julien Gracq, Bruxelles, La Renaissance du livre, 1952
- Journal de l'analogiste, Paris, Éditions Julliard, 1954 ; rééd. avec une préface de Julien Gracq, introduction de Jean Tordeur, Paris, Grasset, 1979.  (ISBN 2-246-00731-3)
- Le Jeu, dans Éditions Synthèses, no 128, Woluwe-St-Lambert-Bruxelles, 1957, p. 218-239 ; repris sous le titre : Dialogue de l'analogiste avec le professeur Plantenga, dans L'art et le jeu, Deucalion, no. 6, Neuchâtel, Éditions de la Baconnière, 1957, p. 110-144,.
- Théâtre et mythomanie (conférence du 19 décembre 1957 à la Faculté de Médecine de Porto sous les auspices du Centre d'Études humanistes), plaquette éditée à Porto, Centro de Estudios Humanisticos, 1958, 18 p.
- La Confession anonyme, Paris, Éditions Julliard, 1960 ; rééd. Bruxelles, Éditions Jacques Antoine, 1980, avec une préface de l'auteur ; Paris, Gallimard, 1983  (ISBN 2-07-025106-3).  Le cinéaste belge André Delvaux recrée et porte l’œuvre au cinéma dans le film Benvenuta en 1983.
- Le Divertissement portugais, Paris, Éditions Julliard, 1960 ; rééd. Bruxelles, Labor, Espace Nord, 1990  (ISBN 2-8040-0569-0).
- « Le couple », dans La femme et l'amour, La Nef, nouvelle série, Cahier no. 5, janvier-mars 1961, Paris, Julliard, p. 33-45.
- Le Couple, Paris, Grasset, 1963 ; rééd. Paris, Bernard Grasset, 1970 ; Le Livre de Poche, 1972 ; Bruxelles, Les Éperonniers, 1982  (ISBN 2-8713-2193-0). Trad. en anglais par Jonathan Griffin sous le titre Aspects of Love in Western Society, New York, McGraw-Hill, 1965, LC 65-19851
- À propos de Sartre et de l'amour, Paris, Bernard Grasset, 1967 ; rééd. Paris, Gallimard, 1984,  (ISBN 2-07-035499-7)
- Le Malentendu du Deuxième Sexe, avec la collaboration du prof. Gilbert Dreyfus, Paris, Presses universitaires de France, 1969 - (prix quinquennal de l'essai 1971)
- Une Enfance gantoise, Paris, Bernard Grasset, 1976,  (ISBN 2-246-00374-1) ; rééd. Bibliothèque Marabout, 1986[6].
- À la recherche d'une enfance, préface de Jean Tordeur, Bruxelles, Éditions Jacques Antoine, 1979 - avec des photos du père de l'auteur.
- « Faire un film avec André Delvaux », in André Delvaux ou les visages de l'imaginaire, sous la dir. de Adolphe Nysenholc, Bruxelles, Éditions de l'Université de Bruxelles, 1985, p. 209-214.
- Journal en partie double et Les Moments merveilleux, dans Cahiers Suzanne Lilar, Paris, Gallimard, 1986,  (ISBN 2-07070632-X).
- Théâtre [Le Burlador, Tous les chemins mènent au ciel, Le Roi Lépreux]  (préf. Colette Nys-Masure), Bruxelles, Académie royale de langue et de littérature françaises, coll. « Poésie Théâtre Roman », 1999, 476 p. (ISBN 2-8032-0033-3).

## Prix littéraires
- 1946 : Prix Picard pour Le Burlador
- 1947 : Prix Vaxelaire pour Le Burlador
- 1954 : Prix Sainte-Beuve pour Journal de l'Analogiste
- 1963 : Prix Ève-Delacroix pour Le Couple
- 1972 : Prix quinquennal de la critique de l'essai de l'Académie française
- 1973 : Prix belgo-canadien pour son œuvre
- 1977 : Prix Saint-Simon pour Une Enfance gantoise
- 1980 : Prix Europalia pour son œuvre

Outre des prix littéraires, elle bénéficia d'une concession de noblesse et du titre personnel de baronne accordée par le roi Baudouin en 1977. 

### Travaux critiques
- Autour de Suzanne Lilar.  Textes de Georges Sion, Françoise Mallet-Joris, Julien Gracq, R. P. Carré, Roland Mortier, Armand Lanoux, Jacques de Decker, Jean Tordeur, Suzanne Lilar, Bulletin de l'Académie Royale de Langue et de Littérature françaises, Bruxelles, t. LVI, no 2, 1978, p. 165-204.
- Alphabet des Lettres belges de langue française, Bruxelles, Association pour la promotion des Lettres belges de langue française, 1982.
- René Micha, « Benvenuta d'André Delvaux : une adaptation exemplaire de La Confession anonyme de Suzanne Lilar », in André Delvaux ou les visages de l'imaginaire, sous la dir. de Adolphe Nysenholc, Bruxelles, Éditions de l'Université de Bruxelles, 1985, p. 215-219.
- Annie Le Brun, « Une souveraine impudeur », in À distance, Paris, Jean-Jacques Pauvert aux éditions Carrère, 1984, p. 198-205.
- Cahiers Suzanne Lilar, actes du colloque organisé en 1982 par Henri Ronse, directeur du Nouveau Théâtre à Bruxelles, 1986. Comprend des textes d'Élisabeth Badinter, Annie Cohen-Solal, Françoise Mallet-Joris, Hector Bianciotti, Jean Tordeur, André Delvaux, et Jacques De Decker, avec une bibliographie de Martine Gilmont.
- Marc Quaghebeur, Lettres belges : entre absence et magie, Bruxelles, Labor, Archives du Futur, 1990.
- Suzanne Lilar - Françoise Mallet-Joris, Nord - Revue de Critique et de Création Littéraires du Nord-Pas-de-Calais, vol. 17, 1991. Comprend : Paul Renard, « Suzanne Lilar : Bio-Bibliographie », p. 1-6 ; Béatrice Gaben-Shults, « Le Théâtre de Suzanne Lilar : tentation et refus de mysticisme », p. 7-13 ; Colette Nys-Mazure, « La part du feu », p. 15-22 ; Michèle Hecquet, « L'Éducation paternelle : Une Enfance gantoise », p. 23-28. ISSN 0755-7884
- Colette Nys-Mazure, Dossiers Suzanne Lilar, dans Dossiers Littérature Française de Belgique (Service du Livre Luxembourgeois), fasc. 3(32) : 1-27, 1991. ISSN 0772-0742
- Colette Nys-Mazure, Suzanne Lilar, Bruxelles, Éditions Labor, 1992, 150 pp.  (ISBN 2-8040-0698-0)
- Frans Amelinckx, « L'apport de John Donne à l'œuvre de S. Lilar », dans La Belgique telle qu'elle s'écrit, 1995, p. 259-270.
- Françoise Mallet-Joris, « Portrait de l'auteur  », dans Suzanne Lilar. Théâtre, Bruxelles, Académie royale de langue de littérature françaises, 1999 (ISBN 2-8032-0033-3).
- Suzanne Fredericq, « Elegance : A Brief, Perfectly Balanced Instant of Complete Possession of Forms », dans Elegance, Beauty and Truth, Ed. Lewis Pyenson, New Series Vol. 2, Center for Louisiana Studies, Univ. of Louisiana at Lafayette, 2001, p. 14-19.  (ISBN 1-889911-09-7).
- Hélène Rouch, « Trois conceptions du sexe : Simone de Beauvoir entre Adrienne Sahuqué et Suzanne Lilar », dans Simone de Beauvoir Studies, no 18, 2001-2002, p. 49-60.

### Interviews
- « Une enfance gantoise - Une interview de Madame Suzanne Lilar », dans Le Rail, 1977(2): 23-27
- « Au-delà de l'apparence », une interview de Suzane Lilar par Jean-Marie Mersch et Joseph Benedek, 1979[8]